# Gustav Galle
Gustav Galle (* 16. September 1899 in Werfen; † Januar 1992 in Ledde) war ein deutscher Politiker der CDU.

## Leben
Gustav Galle war promovierter Jurist und trat mit der großen Staatsprüfung 1933 in den Staatsdienst ein. Im September 1934 wurde er auf eigenen Antrag aus dem Justizdienst entlassen, da er nicht bereit war, nach dem Tode Hindenburgs den Beamteneid auf Hitler zu leisten. Von 1940 bis 1945 leistete er Kriegsdienst. Im Juli 1945 trat er wieder in den Verwaltungsdienst ein und wurde zum Regierungsrat ernannt. Von 1946 bis 1952 war Galle nach vorausgegangener Wahl Oberkreisdirektor im Landkreis Lübbecke und vom 1. Juli 1952 bis zum 30. September 1964 der zweite Regierungspräsident im Regierungsbezirk Detmold nach Heinrich Drake. Zuvor war das Regierungspräsidium im Zusammenhang mit der Aufnahme von Lippe nach Nordrhein-Westfalen von Minden nach Detmold verlegt worden. In seiner Amtszeit wurde die Stadt Espelkamp auf dem alten Muna-Gelände gegründet, um vielen Flüchtlingen eine neue Heimat zu bieten. Aufmerksam durch seine Naturverbundenheit gelang es ihm die Grundlagen für den Naturpark Teutoburger Wald/Eggegebirge zu legen, der dann 1965 gegründet worden ist. Wirtschaftlich förderte er die Region unter anderem durch den Ostwestfalenplan.

## Ehrungen
Gustav Galle wurde im September 1964 das Große Verdienstkreuz des Verdienstordens der Bundesrepublik Deutschland verliehen.